# Andreï Pastoukhov
Andreï Vasilievitch Pastoukhov (en russe : Андрей Васильевич Пастухов), né le 16 août 1858 dans le village de Derkul dans le Gouvernement de Kharkov et mort le 23 septembre 1899, à Piatigorsk est un grimpeur, arpenteur/géomètre, glaciologue, anthropologue, biologiste russe. Il intègre le corps des inspecteurs militaires de l'armée impériale russe le 19 septembre 1894. 
Il se distingue par les travaux qu'il a réalisé dans le Caucase. Son nom a été donné au mont Pastoukhov (горы Пастухова, 2 733 m) ainsi qu'à des rochers situés sur la face sud du mont Elbrouz. 